# Wilmore (Kansas)
Wilmore é uma cidade localizada no estado americano de Kansas, no Condado de Comanche.

## Demografia
Segundo o censo americano de 2000, a sua população era de 57 habitantes.
Em 2006, foi estimada uma população de 56, um decréscimo de 1 (-1.8%).

## Geografia
De acordo com o United States Census Bureau tem uma área de
0,5 km², dos quais 0,5 km² cobertos por terra e 0,0 km² cobertos por água. Wilmore localiza-se a aproximadamente 617 m acima do nível do mar.

## Localidades na vizinhança
O diagrama seguinte representa as localidades num raio de 36 km ao redor de Wilmore.